# Hombre con gran jarra de cerveza
El Hombre con una gran jarra de cerveza es una pintura del maestro de la Edad de Oro holandesa Frans Hals, pintada a principios de los años 1630, ahora en una colección privada.

## Pintura
Esta pintura fue documentada por Seymour Slive en 1974, quién afirmó que se encontraba en la colección de Henry Reichhold en White Plains, Nueva York. La marca de un ciervo rojo en la parte delantera de la gran jarra de cerveza corresponde al nombre de la casa "Het Rode Hert" del cervecero de Haarlem Cornelis Guldewagen, cuyo retrato fue pintado por Hals en 1660. Aunque el género de la obra es similar a los trabajos pintados por Hals a principios de los años 1630, las pinceladas ásperas son más similares a su trabajo en la década de 1660. Posiblemente, el hombre con la jarra y el propio Guldewagen sean el mismo:

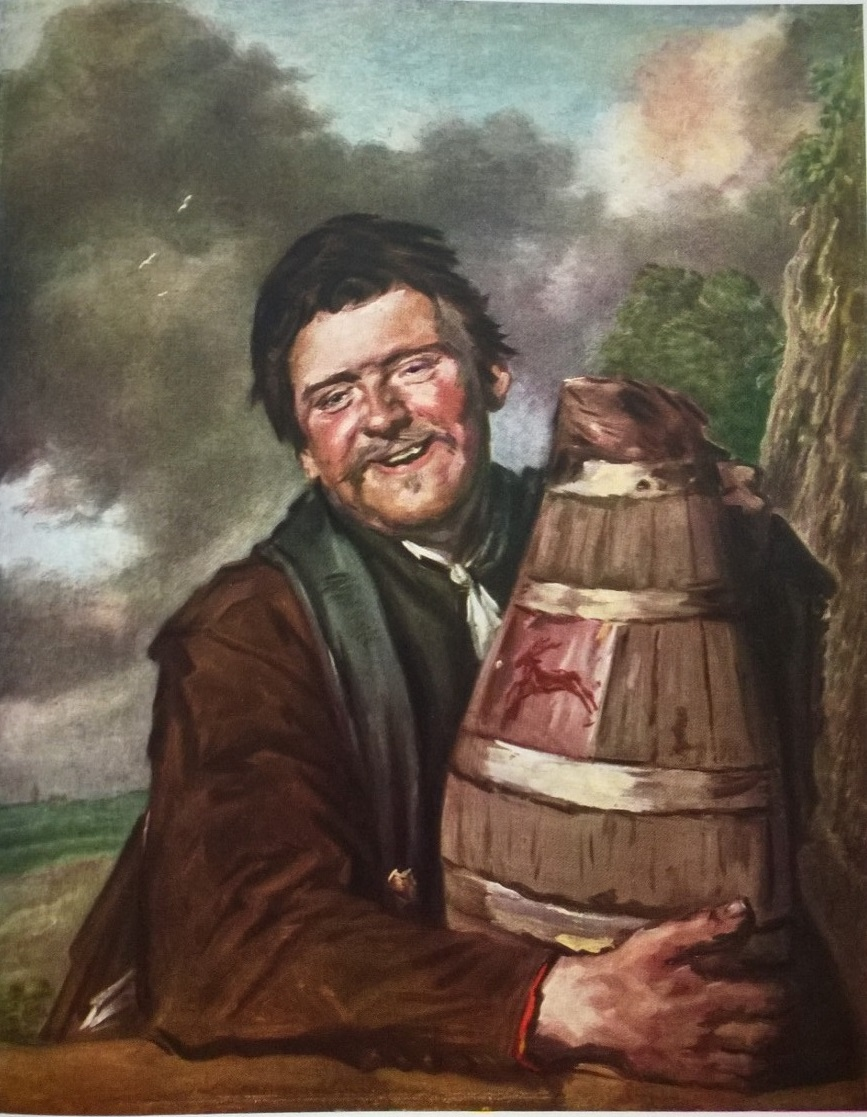
Hombre con gran jarra de cerveza.
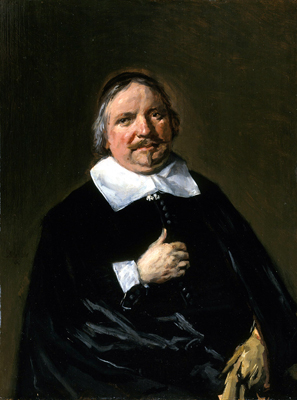
Cornelis Guldewagen, 1660.

En una antigua pintura de paisaje urbano de Haarlem de los años 1650, un hombre transporta unas barricas de cerveza con un trineo tirado por caballos. Las jarras tienen pintado un ciervo rojo, el símbolo de la cervecería de Guldewagen:

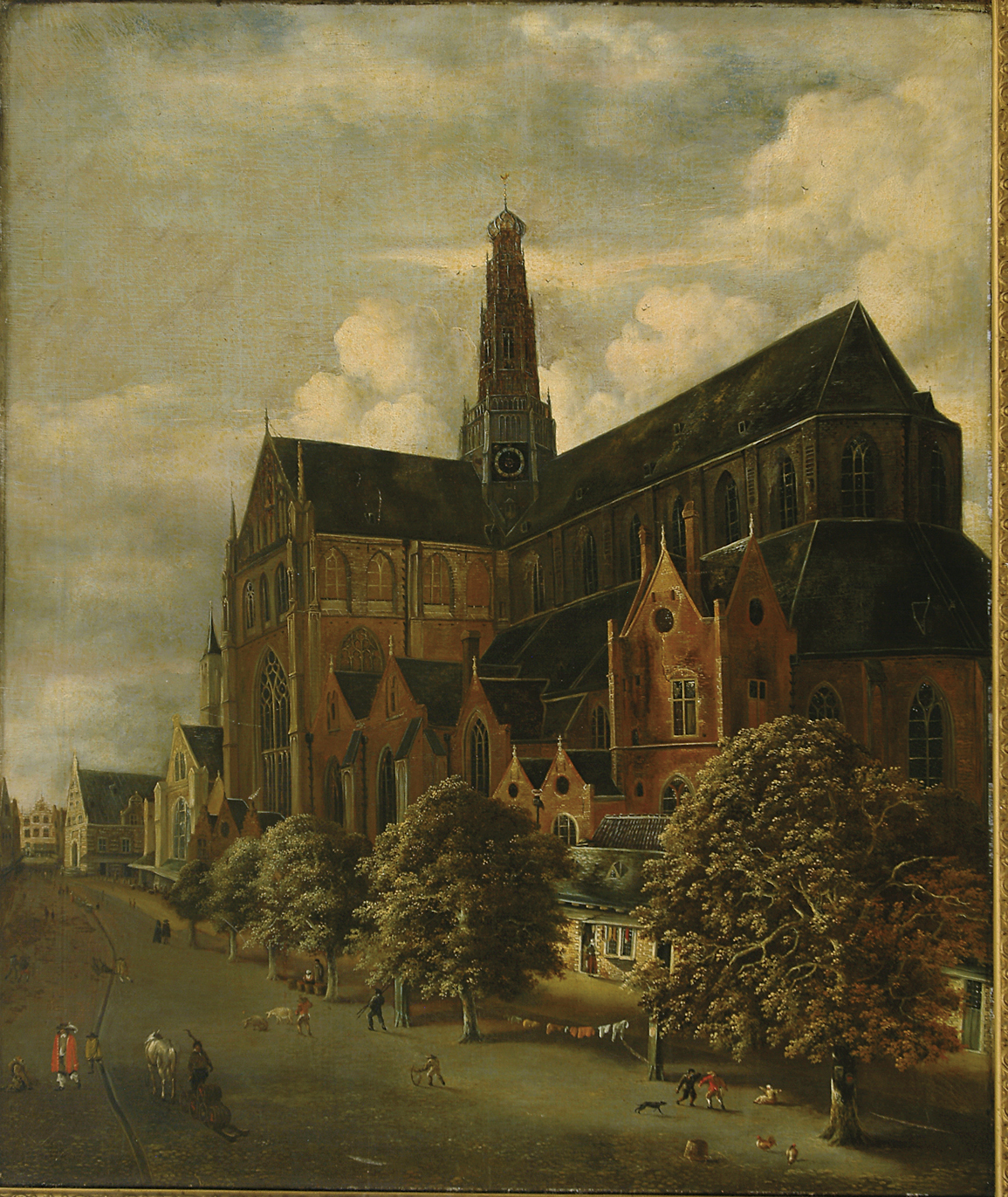
Iglesia de San Bavón desde el sureste, de Jan Wouwerman.
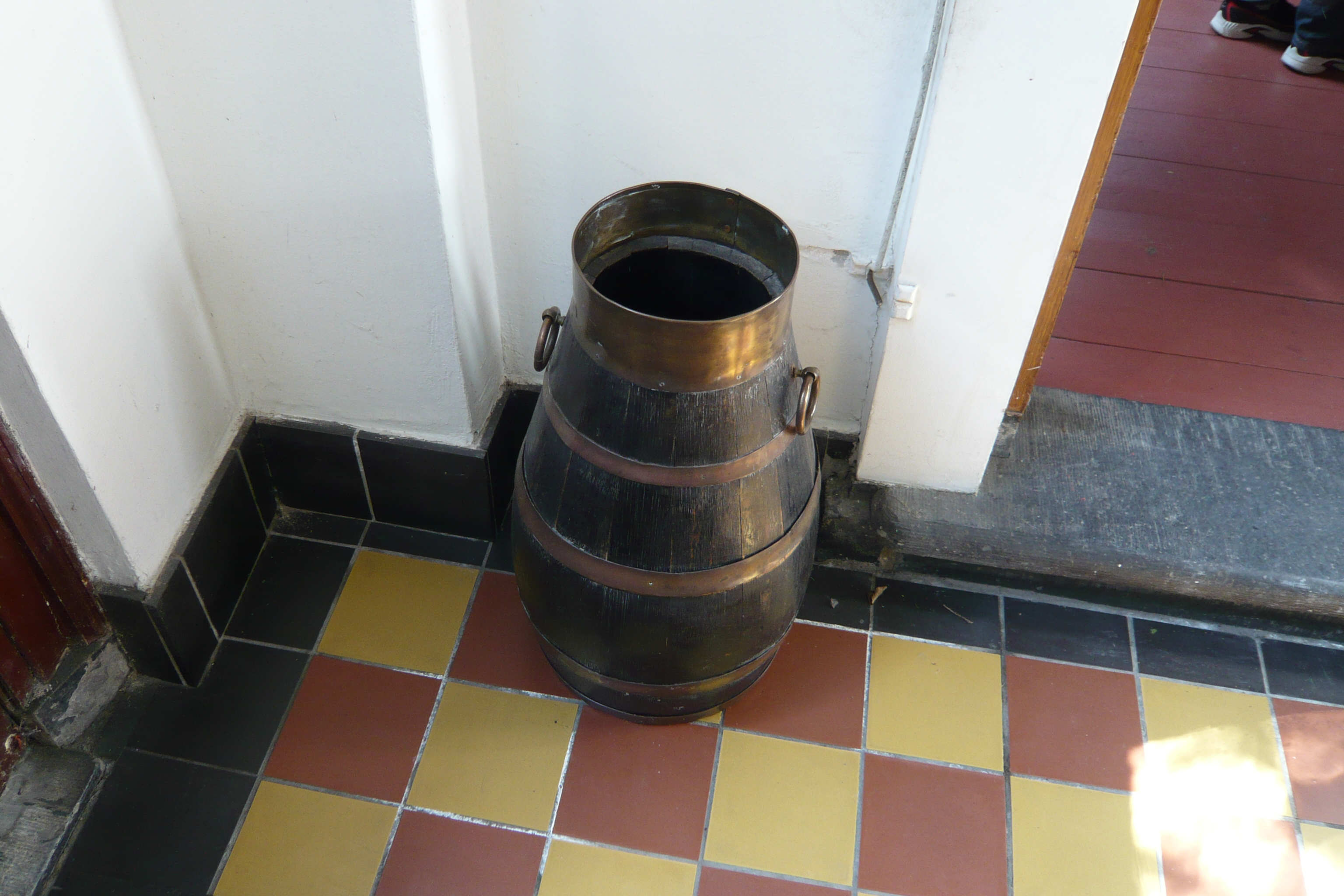
Antigua gran jarra de cerveza similar en el Zuiderhofje de Haarlem.